# Cristina Gómez Arquer
Cristina Gómez Arquer (nacida el 22 de marzo de 1968) es una exjugadora española de balonmano.  Licenciada en Educación Física, en la actualidad es la jefa de departamento de educación física en el IES Laurona.
Comenzó a jugar a los 14 años en el colegio Obispo Berenguer, de Hospitalet de Llobregat, y debutó en la máxima categoría nacional en 1985 cuando contaba con tan solo 17 años, con El Rancho. A los 19 años ficha por el Osito y a los 22 se convirtió en capitana del equipo valenciano sustituyendo a la sempiterna jugadora Vicenta Cano.
Entre sus títulos luce una Copa de Europa, conseguida con el todopoderoso Mar Valencia Osito L'Eliana en 1997, único equipo español de balonmano femenino con este trofeo en sus vitrinas, una Recopa de Europa (2000), una Supercopa de Europa (1998), además de todos los títulos nacionales posibles: 15 Ligas, 12 Copas de la Reina, 3 Supercopas de España y 4 Copa ABF.
Se retira en la temporada 2004-05 en las filas del Astroc Sagunto.
En la época en la que era jugadora formó parte de la primera directiva de la Real Federación Española de Balonmano que presidió Juan de Dios Román y presidió la Asociación de Mujeres de Balonmano.
En su discurso siempre ha estado la queja constante en la «poca repercusión que tiene el balonmano femenino en los medios de comunicación». En el 2004, cuando aún jugaba en el Astroc Sagunto, denunciaron en el diario AS, posando desnudas todo el equipo, para clamar «contra el machismo», llamar la atención y que se valore el deporte femenino.
Y, a pesar de sus estudios de Educación Física, su trabajo como profesora en el IES Laurona, y su paso por los banquillos como segunda de Susana Parejo tras su salida como jugadora en activo, Cristina nunca se ha visto como entrenadora «Me parece súper difícil, muy complicado y no me llama la atención» dijo en una entrevista en la web del ayuntamiento de L'Eliana cuando aún era jugadora.

## Trayectoria
Criada en Club Handbol Gràcia, donde, siendo juvenil fue llamada con la selección catalana, empezó en la máxima categoría en el Balonmano Deportivo Castelldefels y jugó casi toda su carrera profesional en L'Eliana, con todas sus denominaciones, hasta la temporada 2004-2005.
- 1986-1987 Balonmano Deportivo Castelldefels
- 1987-2005 Balomano Mar Sagunto.

## Selección nacional
Debutó en el año 1986 con la selección y ostentó el récord de jugadora con más partidos con la selección española femenina de balonmano (277 partidos) hasta la llegada de Marta Mangué y, en la actualidad, aún es la segunda en internacionalidades con la selección nacional. Marcó 897 goles con las guerreras y, actualmente, es la segunda máxima goleadora.
Jugó 3 campeonatos del Mundo (1993, 2001, 2003), 3 campeonatos de Europa (1998. 2002, 2004) y 2 Juegos del Mediterráneo.

### Juegos Olímpicos
Cristina es considerada como una de las precursoras del deporte español femenino en los Juegos Olímpicos, compitió en dos ediciones: los Juegos Olímpicos de Verano de 1992 en Barcelona, bajo la batuta de Paco Sánchez, donde España ocupó el séptimo lugar, tras ganar a Nigeria en el partido final por 26 a 17. anotando 7 goles de 8 tiros En aquella ocasión el equipo nacional convivió 135 días para preparar su campeonato.
Compitió también en los Juegos Olímpicos de Verano de 2004 en Atenas, donde el equipo español alcanzó los cuartos de final y terminó sexto tras perder en el último partido ante Hungría por 29-38. anotando 1 gol de 1 tiro
El equipo español, dirigido por José Aldeguer aunaba veteranía, con Montse Puche o la propia Cristina Gómez aún en la convocatoria con una Marta Mangué que empezaba a despuntar en el combinado nacional. Tras una discreta actuación en la fase previa, en los cruces tocó competir contra Ucrania, que sufrió para eliminar a las españolas.

### Juegos del Mediterráneo
Participó en un par de Juegos del Mediterráneo, en Atenas 1991 y en Languedoc 1993. En ambos casos se alzó con la medalla de bronce.

## Títulos

### Con la selección
- 2 x  Medalla de bronce en los Juegos del Mediterráneo (1991,  1993)

### De clubes
- (1) Copa de Europa (1997)
- (1) Recopa de Europa (2000)
- (1) Supercopa de Europa (1998),
- (15) x Ligas
- (12) x Copas de la Reina
- (3) x Supercopas de España
- (4) x Copa ABF.

## Reconocimientos
Medalla e Insignia al Mérito Deportivo, otorgada en el año 2014, Medalla de plata y Real Orden del mérito deportivo del 2006 e Insignia de oro y brillantes de la RFEBM en el año 2004. Fue elegida hasta por 3 veces mejor jugadora de la Liga Nacional (temporadas 1992, 1993, 1994.) y lingote de ORO por la ABF en 1993